# アサリ
アサリ（浅蜊、蛤仔、蜊、鯏、学名: Ruditapes philippinarum）は、異歯亜綱マルスダレガイ上科マルスダレガイ科に属する二枚貝の一種。食用として重要な貝の一つである。広義にはアサリ属に属する二枚貝の総称で、日本でもアサリ以外にヒメアサリ（学名: Ruditapes variegata）もアサリと呼ぶ場合が多い。
日本の俳句文化においては「三春」の季語。

## 分布
日本の北海道から九州、朝鮮半島、台湾、フィリピンまで広く分布する。地中海（アドリア海とティレニア海）、フランス（ブルターニュ地方）、ハワイ諸島、北アメリカの太平洋岸に移入されている。汽水状態を好み、成貝は海岸の潮間帯から干潮線下10 m（メートル）ほどまでの、浅くて塩分の薄い砂あるいは砂泥底に分布する。
底質の選好は、稚貝は底質の泥率8–30%、成貝は砂質か泥質20–30%、水中の有機物量の目安となる強熱減量6–12%・化学的酸素要求量（COD）15–45 が目安とされている。稚貝は泥分の少ない底質を好む。

## 形態
最大殻長 6 cm（センチメートル）ほどになる二枚貝。貝殻の模様は横しまや様々な幾何学模様など非常に変異に富み、色も黒無地、白黒、白茶、茶色無地、青無地、青白など多様で、同じ模様をした個体はいないほどである。ただし北海道（主に東部）の個体は大型で、貝殻には目立った模様がなく、一様に黄褐色がかった色をしている。

## 生態
産卵時期は2回あり、春・秋が一般的である。産卵条件として親貝が10か月以上で、水温が春は19℃から24℃、秋は23℃から15℃程度で、かつ 20–25 mm（ミリメートル）以上の大きさ、そして肥満度が重要とされる。通常産卵と環境の変化に伴う産卵があり、雄が水中に精子を放出することによって雌が受精する。受精卵の大きさは直径 60–70 μm（マイクロメートル）である。10時間ほどで孵化して浮游幼生となる。浮游幼生は最初のトロコフォア幼生とそれ以降のベリジャー幼生に分かれる。ベリジャー幼生はさらにその形態により、D状期（90–130 μm）、アンボ期（130–180 μm）、フルグロウン期（180–230 μm）に分かれ、2–4週間で着底する。着底直後の稚貝は足糸を分泌して砂礫等に付着し、成長とともに足糸は退化する。その後、着底稚貝（200–300 μm）、初期稚貝（0.3–1 mm）、稚貝（1–15 mm）、初期成貝（15–25 mm）、成貝（25 mm 以上）と成長していく。
成貝の大きさはすむ場所により大きく違いが出る。着底場所は地盤高が大潮干潮線から 0.6–0.9 m、流れが穏やかで渦流の生じやすい、干出時間が2時間以内の砂あるいは砂泥層が多く、着底してからの移動距離は小さく数 m 程度。また、浮遊幼生が植物プランクトンを餌にするのに対し、稚貝・成貝は珪藻類・デトリタス（有機懸濁物）等を餌としている。一般的に岸寄りでは餌不足のため、貝が団子状になり丸く貝殻も厚く、沖側では薄く平べったくなり成長も早くなる。したがって、沖側の個体は貝殻が薄くなり割れやすくなるが、その分肥満度も増し味も良好である。水温25℃を越えると成長速度が鈍化する。
典型的な貝殻の色は、白・褐色・青色・黒色・黒緑色と多様な色彩と模様に富み見た目は大きく変化する。この色は Al とFe を含むタンパク質による2層構造の色素の濃淡と調色によって発現している。この色素のうち青色は、鉄を含む酸性タンパクで、中性 pH 条件下で分子量 1万程度のサブユニットが 3個から4個会合した状態で存在していると分析されている。

## 食材
日本や朝鮮半島南部では古くから食用とされ、貝塚などから数多くの貝殻が出土する。
現在では潮汁や味噌汁、深川めしの具、酒蒸し、和え物、しぐれ煮とするほか、ヴォンゴレスパゲッティやクラムチャウダーの具などにも用いる。ビタミンB1を破壊する酵素であるアノイリナーゼを含むため、生食には向かないとの見方もあるが、伝統的にポルトガルやチリなどでは生で賞味されている。
着底後はほとんど移動しないという生態のため貝毒が蓄積されていることがあり、浜名湖アサリ貝毒事件のようにアサリの貝毒による集団食中毒事件も起こっている。

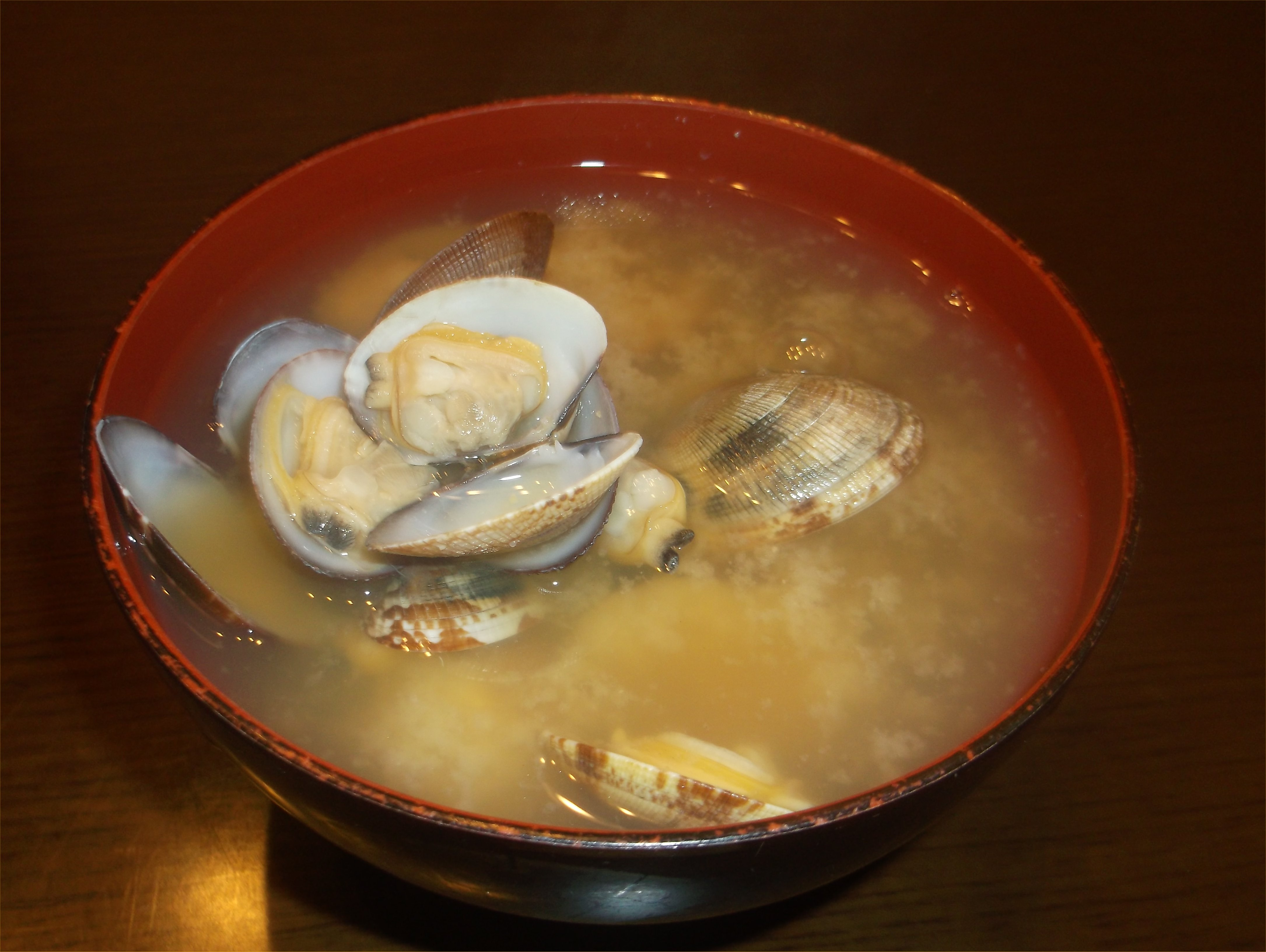
あさりの味噌汁
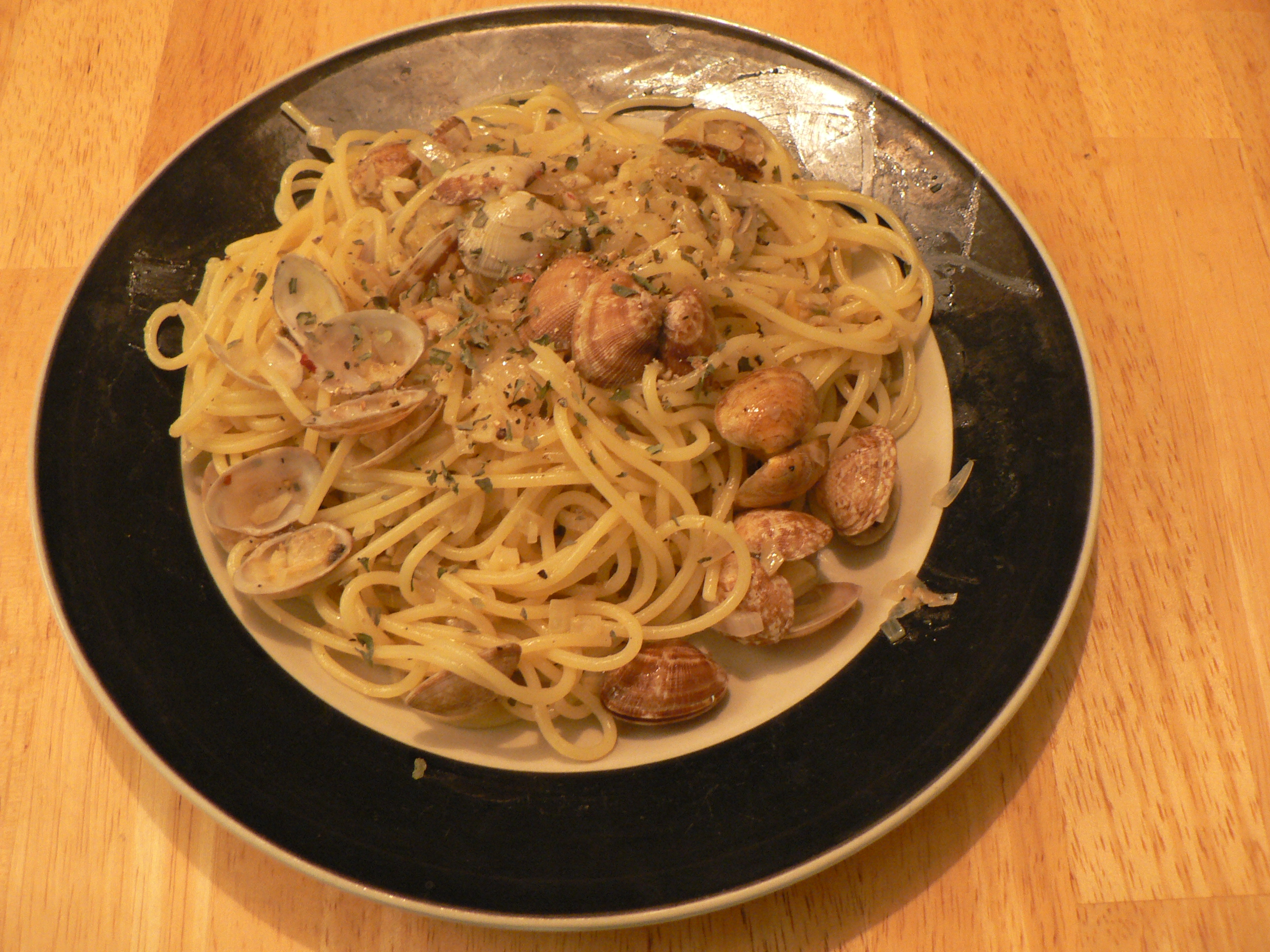
あさりのヴォンゴレ
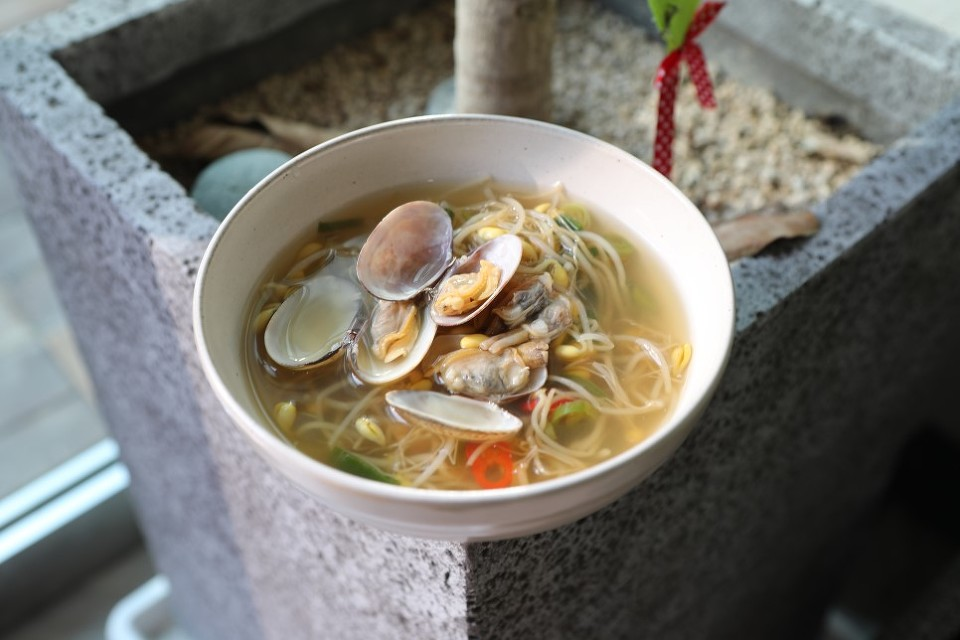
あさり入りコンナムルクッ(콩나물국：もやしスープ)
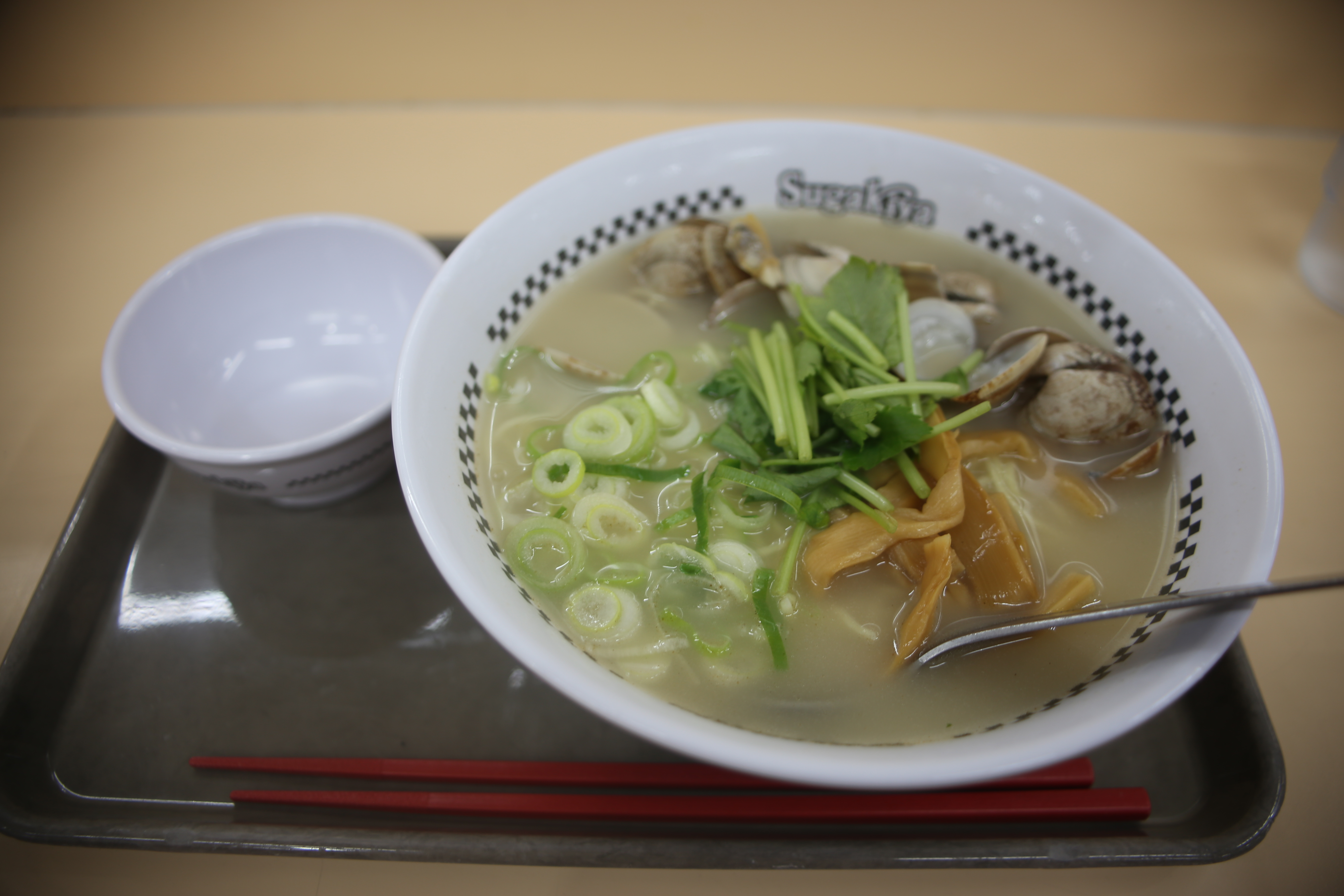
あさりラーメン
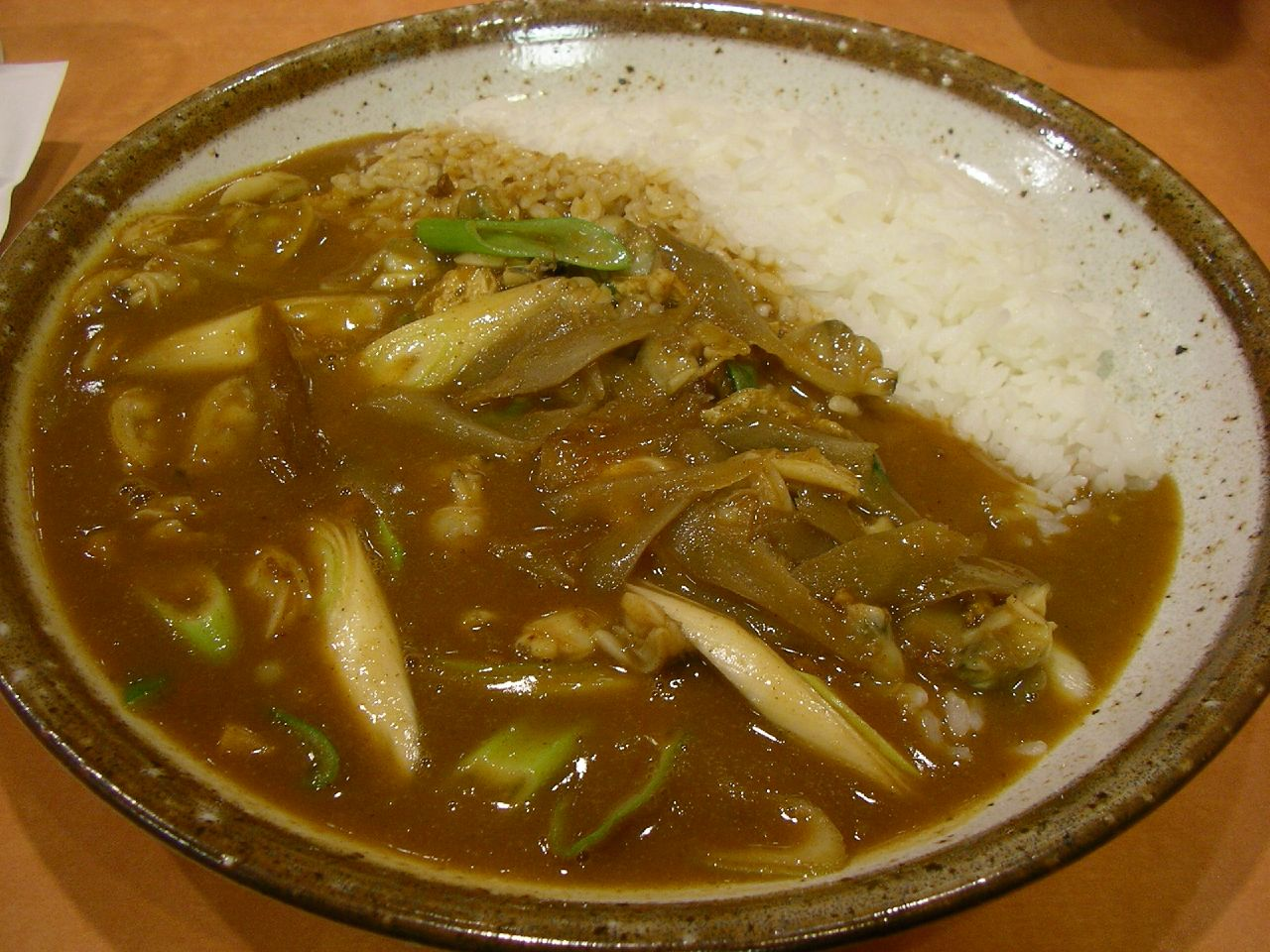
あさりカレー
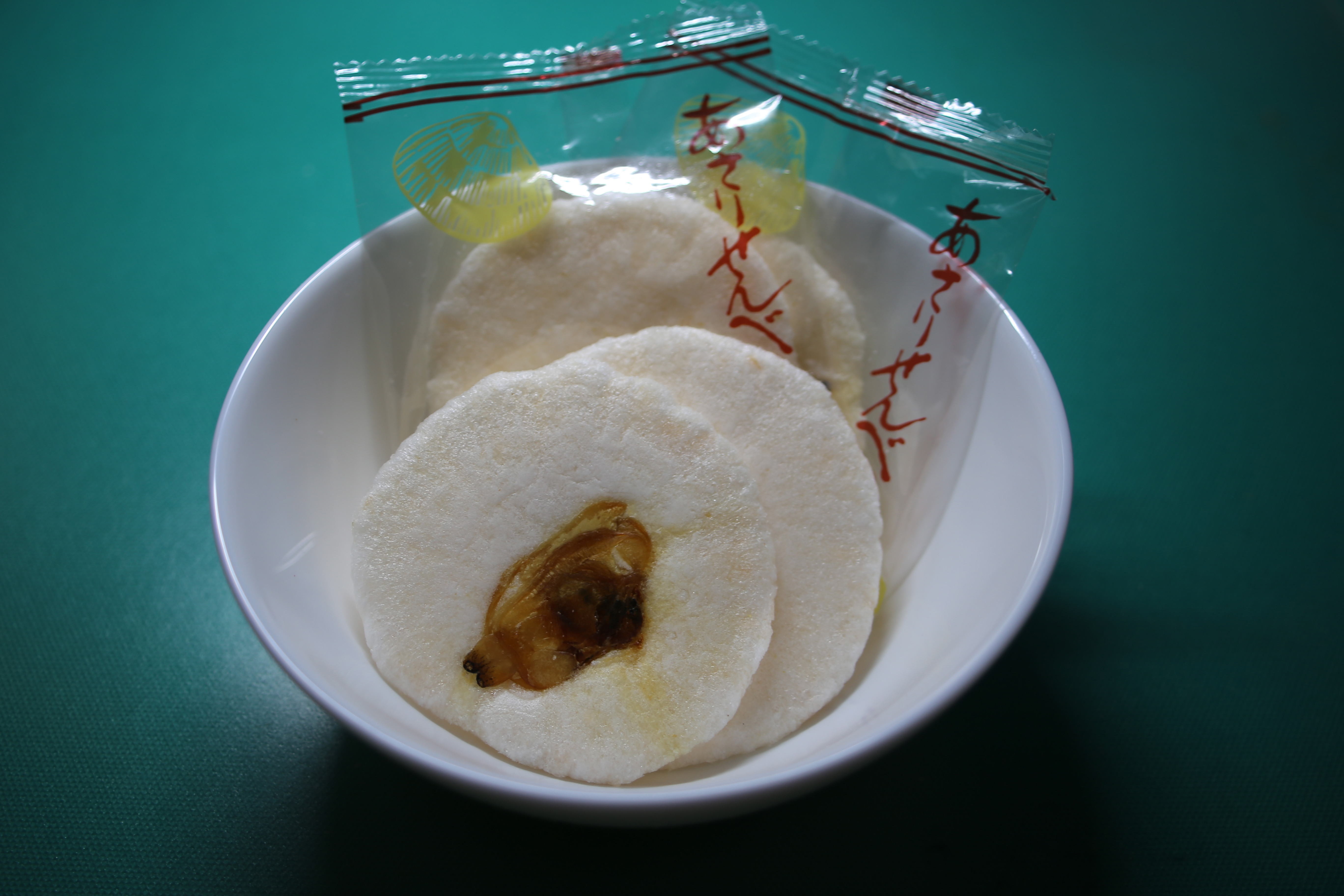
あさりせんべい

## アサリと水質
アサリは濾過摂食者であるため、水質浄化機能が期待できる。成貝の濾水量はおおよそ1個体で10L/日と多く、水質浄化と漁獲回復の双方を狙った干潟再生事業も少なくない。
一方で、海がきれいになりすぎる貧栄養化がアサリ漁獲量の減少を招いているという見解もあり、鶏糞を「海の肥料」として広島県の干潟に投入したところアサリが増えた事例がある。

## アサリの現状
日本においては三河湾（愛知県）が一大産地となっており、愛知県は2004年より漁獲量日本一となっている。
1960年代は全国で年間約10万トンの漁獲量があったが、1980年代の14万トンを頂点として減少し1994年には5万トン、2009年には2万トン以下まで減少した。
減少の原因は「乱獲」や「生息域の埋め立て」などの他に、富栄養化や水質汚染に伴う環境悪化（青潮）、ツメタガイやナルトビエイなどの天敵による食害、輸入稚貝を原因とする「パーキンサス原虫」の感染に伴う繁殖力の低下などの可能性が指摘されている。
ツメタガイは在来種で北海道から沖縄まで広く分布し、愛知県の小鈴谷干潟ではアサリの食害被害が報告されている。ツメタガイの仲間で外来種のサキグロタマツメタも国内で増えており、北日本や東日本で猛威を振るっている。
ナルトビエイは海水温の上昇で瀬戸内海や有明海でも生息数を増やしており、岡山県、山口県、福岡県、大分県を中心に深刻な被害をもたらしている。特に壊滅的な被害を受けている大分県中津市では定期的にナルトビエイの駆除を行うなどし、県からの補助金で稚貝の放流を増やすなどして、産地復活に力を入れている。
2017年以降は国内での漁獲高は1万トンを下回っており、国内での需要の大部分は年間3万から4万トン台の輸入により賄われている。
| 年   | 漁獲量 (単位: トン) | 輸入量 (単位: トン) |
| ---- | ------------------- | ------------------- |
| 2004 | 36,589              | 52,242              |
| 2005 | 34,261              | 38,956              |
| 2006 | 34,984              | 40,731              |
| 2007 | 35,822              | 26,602              |
| 2008 | 39,217              | 26,247              |
| 2009 | 31,655              | 30,949              |
| 2010 | 27,185              | 40,314              |
| 2011 | 28,793              | 30,831              |
| 2012 | 27,300              | 34,794              |
| 2013 | 23,049              | 36,836              |
| 2014 | 19,449              | 31,039              |
| 2015 | 13,810              | 40,002              |
| 2016 | 08,967              | 42,819              |
| 2017 | 07,072              | 42,482              |
| 2018 | 07,736              | 34,221              |
| 2019 | 07,976              | 35,218              |

データ出所
漁獲高：令和元年漁業・養殖業生産統計 全国統計 年次別統計 魚種別漁獲量 あさり類
輸入量：財務省貿易統計による生きているあさり（統計品目番号0307.91-460（2011年まで）、0307-71.320（2012年以後））
北海道（東部）など限られた水域を除く多くの産地で自然個体群の再生産が急速に悪化し、前述のとおり漁獲量が激減してきている。2001年にはそのことに危機感を抱く水産学者や海洋生物学者らによって、日本ベントス学会全国大会（北海道大学水産学部にて開催）にて「今、アサリが危ない」とのシンポジウムも開かれるに至った。アサリ漁場の回復のため、人工干潟の造成や、客土、覆砂事業、貧酸素水塊対策なども行われている。
一方、中国や韓国などからの輸入品が直接販売されたり、剥き身の冷凍品の形でも流通したりしている。一時期は日本が輸入するアサリの65%余りが北朝鮮産であったが、北朝鮮に拉致された日本人を救出するための全国協議会が経済制裁に効果ありと捉えて不買運動を積極的に行った結果減少した。2016年10月14日以降は、北朝鮮からの輸入が全面的に禁止になったため合法的な輸入はない。
改正された油濁損害賠償保障法（船舶油濁損害賠償保障法）の影響により日本の港に来港する北朝鮮船籍の船が減ったこともあり、統計上は輸入量が激減したが、後述の畜養による合法的な産地偽造、または中国産と偽る非合法な偽装などが現状どれほど行われているかは不明。既にいくつかの業者が産地偽装の罪で摘発されている。（2005年4月7日時点）

また、これらの輸入品を漁協が購入して干潟や浅瀬に畜養し、日本産として再漁獲して販売することが横行し、この制度を悪用して、中国や韓国産のアサリを「熊本産」「有明海産」と産地偽装して全国のスーパーマーケットなどに流通していることが2022年1月にマスコミから報じられ、熊本県や農林水産省が対策に乗り出す事態となった。

### 養殖
人工増殖種苗を自然水域に放流した養殖や遊休クルマエビ養殖池の利用研究のほか、稚貝を網に入れ（牡蠣やホタテガイのように）吊り下げての技術が開発され養殖が行われている。
2012年度から世界自然保護基金などが、環境配慮型の養殖を認証する制度を設けるに当たり、ヤンマー等が国内認証第1号を目指す働きかけを行っている。また、大分県内で卵から孵化させた稚貝を全国に出荷する事により、日本固有種のアサリを保護すると同時に、純国内産のアサリを市場に普及させる事が期待されている。

## 貝毒
毒性物質を蓄積した有毒渦鞭毛藻などのプランクトンが分布する水域で育ったアサリを喫食すると貝毒により食中毒を起こすことがある。
アサリによる大規模な食中毒事例は、1940年代に中毒者334名死者144名を発生させた事件が浜名湖であった（浜名湖アサリ貝毒事件）。また、明治時代には神奈川県長井でも発生したとされる。
現代日本では行政により定期的に毒性の有無が監視され、公表されている。有毒化した場合には採集禁止措置が取られる。従って、商業的に流通するアサリで食中毒を起こすことはない。

## アサリと名のつく他の二枚貝
いずれもマルスダレガイ科。
- アサリ亜科 Tapetinae
  - ヒメアサリ Ruditapes variegata
  - ヨーロッパアサリ Ruditapes decussatus
  - ベルギーアサリ Venerupis pullastra
  - ニヨリヨーロッパアサリ Venerupis aurea
  - フキアゲアサリ Gomphina undulosa
  - キタノフキアゲアサリ Gomphina neastartoides
  - リュウキュウアサリ Tapes literatus
- ユウカゲハマグリ亜科 Pitarinae
  - オオアサリ（ウチムラサキ） Saxidomus purpurata